# Volvo B12B
Volvo B12B — туристический автобус особо большой вместимости производства Volvo Bussar, являющийся заменой моделей Volvo B10B и Volvo B12.

## Информация
Первый прототип был произведён в качестве замены Volvo B12 на европейском рынке и Volvo B10B. Модель B12B может быть оснащена 6-цилиндровым 12-литровым двигателем Volvo DH12C (позже DH12D и DH12E) в сочетании с автоматической коробкой передач ZF или более поздней трансмиссией Volvo I-Shift .
Компания Volvo также разработала низкопольный вариант Volvo B12BLE для междугородних и городских перевозок.

## Вытеснение
Автобус Volvo B12B был вытеснен с конвейера автобусом Volvo B13R с 13-литровым двигателем.